# Postmortem (Slayer)
Postmortem è un singolo del gruppo musicale statunitense Slayer, pubblicato nel 1986 come primo estratto dal terzo album in studio Reign in Blood.

## Descrizione
Penultima traccia di Reign in Blood, Postmortem è stato commercializzato esclusivamente in Europa e contiene una versione remixata di Criminally Insane (pubblicata come singolo l'anno seguente) e la b-side Aggressive Perfector, originariamente presente nella raccolta Metal Massacre III.

## Tracce
- Lato A

1. Postmortem – 3:30 (Jeff Hanneman)
2. Criminally Insane (Remixed Version) – 3:17 (Jeff Hanneman, Kerry King)

- Lato B

1. Aggressive Perfector (Previously Unavailable on Record and Tape) – 2:29 (Jeff Hanneman, Kerry King)

## Formazione
- Tom Araya – voce, basso
- Jeff Hanneman – chitarra solista
- Kerry King – chitarra solista
- Dave Lombardo – batteria